# 羅老 (ロケット)
羅老号（ナロホ、朝: 나로호／羅老號、英: Naro）もしくはKSLV-I（Korea Space Launch Vehicle-I）は、大韓民国の韓国航空宇宙研究院(KARI)がロシアのクルニチェフ国家研究生産宇宙センターと共同開発した人工衛星打ち上げロケット。

## 概要
羅老は390人体制の専門人材により開発されたロケットで（韓国側だけの人数かどうかは不明）、ロシアのアンガラ・ロケット第1段を基盤としており、射場となる羅老宇宙センターもロシアの技術援助のもとに設立された。
第2段固体燃料ロケット（キックモーター）の設計及び製造は韓国によって行われており、 大韓航空が組み立てを、ハンファが火薬を、韓国ファイバーが機体と特殊素材の開発を担当し、2段目は2008年4月に3機同時に製造された。ロシア製の第1段は高性能だが、機体構成が固体ロケットブースターや補助ロケットがない2段式ロケットな上に、韓国製の第2段が推力・比推力共に低性能で、システムとして全体最適化されていない「つぎはぎロケット」のため、LEO投入能力が100 kgしかなく同規模のロケットと比べて極めて低性能である（羅老と同程度の140トン前後の総質量の日本のM-VロケットのLEO投入能力は1,850 kg、H-Iロケットは2,200 kgである）。
羅老の開発は、2002年8月にKARIがKSLV-I計画の開発計画を確定し、宇宙センターの起工により始まり、2004年10月にクルニチェフ社と契約を結んだことにより本格化した。KSLV-I計画の事業費は、2002年の開発開始から2009年の1号機の発射までの間で総額約8,200億ウォンとなっており、このうち約5,025億ウォンが羅老の開発費で約3,200億ウォンが羅老宇宙センターの建設費である。
2009年5月10日、KSLV-Iの名称を「羅老」とする事が発表された。名称は公募の中から選定され、羅老宇宙センターと同じく射場周辺の地名に由来する。
2009年8月と2010年6月に1号機と2号機の打ち上げに失敗し、2013年1月30日に3号機の打ち上げに成功した。ロシアとの契約満了により3号機の打ち上げ成功をもって運用を終了した。後継機は「ヌリ」で2021年10月21日に初めて打ち上げられたが模擬衛星の軌道投入に失敗し、2022年6月21日の2度目の打ち上げで初めて衛星の軌道投入に成功した。

## 開発計画

### 独自開発計画（旧KSLV-I、旧KSLV-II、旧KSLV-III計画）
韓国政府により初めて発表された宇宙ロケット開発計画は、1996年に発表された「国家宇宙開発中長期計画」であり、2010年までに宇宙ロケットと低軌道衛星を開発し、2015年までに宇宙産業を世界10位圏に育成するというものであった。
1998年当時のKARIでは、この計画に基づいてKSR-2等の固体燃料ロケットを開発していたが、同年8月の北朝鮮によるミサイル発射実験を受けて、同年9月に金大中政権は2005年までに「長距離宇宙ロケット」を開発するようKARIに命じ、その第一歩として100億ウォンの予算をつけた。
これを受けてKARIは固体燃料ロケットから液体燃料ロケットの開発に軸足を移し、2000年に、2005年までに100kg級の地球低軌道衛星を打ち上げ可能なKSLV-I、2010年までに1トン級低軌道衛星を打ち上げ可能なKSLV-II、2015年までに1.5トン級の低軌道衛星を打ち上げ可能なKSLV-IIIを開発するという「宇宙開発中長期基本計画の変更（案）」を発表した。この計画によるKSLV-I開発計画は、1997年から開発を開始していた液体燃料観測ロケットKSR-3をクラスター化して第1段に採用するというものであったが、その後、圧送式サイクルを採用したKSR-3エンジンの重量過多と能力不足が明らかになった。このため2001年5月に、KSLV-Iの開発計画として、第1段用に新たにターボポンプ式の液体燃料エンジンを開発し、第2段目にKSR-3のエンジンを、第3段目に固体エンジンを採用するとした「韓国型低軌道衛星発射体の開発のための調査分析研究」を発表した。

### 外国からの技術導入の決定と協力国家の選定
KARIはこれらの独自開発計画と同時に、外国から技術導入を行うことも目論んでおり、2001年3月に韓国政府がミサイル技術管理レジーム（MTCR）に加盟し、外国から民生目的のロケット技術の導入が可能になると、外国からの技術導入を基にしたロケット開発計画に軸足を移しはじめた。
韓国は技術協力を求めるため各国に打診し始めていたが、アメリカは韓国が軍事転用することを懸念し技術提供に難色を示した後に韓国にとっては高額な金額を提示し、フランスも韓国にとっては高額な金額を提示し、制御装置の技術移転を持ちかけられた日本は韓国への技術供与に消極的で、中国とインドはミサイル技術管理レジーム（MTCR）に参加していないためMTCRに参加している韓国と技術パートナーになることは不可能であった。そのため韓国航空宇宙研究院は、技術移転に協力してくれそうなロシアとウクライナのうち米仏の3分の1程度の価格を示したロシアを協力相手として選定し、2001年5月にロシアと技術協力に向けた覚書を交わし交渉を開始した。なおロシアからの技術協力は韓国の先代のロケットとなるKSR-3から開始されている。

### 開発計画の開始とクルニチェフ社との契約
技術協力先がロシアに定められたことにより、KARIは2002年8月にKSLV-I計画の開発計画を確定し、宇宙センターの起工式を行った。これがKSLV-Iの開発計画のスタートである。
しかしロシアとの交渉は費用などをめぐって難航し、ようやく2003年9月にロシア側はクルニチェフ社を韓国との協力企業に選定した。2004年3月には、KARIは当初の2005年打ち上げの予定を2007年までに延期することを政権に報告した。そして2004年10月に2億1,000万ドル（当初は2億ドルと報道、羅老 (ロケット)#3号機打ち上げまでも参照）でクルニチェフ社とロケットシステム協力契約を結んだ。他に、第一段推進システム設計・製造にNPOエネルゴマシュ、地上総合施設設計に輸送機器製造設計局などのロシア企業が参加している。
クルニチェフ社と契約を交わした後、2006年9月に「宇宙の平和利用に関する宇宙技術協力協定」を発効し、さらにロシアから「韓国・ロシア宇宙技術保護協定（TSA）」の締結を求められたため、2006年10月に協定を締結、2007年6月28日にロシアでの手続きが終わり、2007年7月17日付けで発効された。
この協定により韓国は、第1段エンジン以外の様々な核心技術、液体燃料の貯蔵のための詳細設計技術、発射台の製造と運用技術に関する技術習得機会を得るという条件で、第1段エンジンの技術移転を放棄し完成品を輸入する契約内容の変更に同意した。
契約では、羅老の1段目の完成品を2回分ロシアが製造し韓国側に引き渡し、打ち上げが失敗した場合は、追加打ち上げの決定は「韓ロ共同失敗調査委員会」でなされ、妥当と判断された場合のみ、ロシアがさらに1回分無償で1段目の完成品を韓国側に引き渡すことになっている。しかし、「失敗」の解釈について両国間で解釈が分かれており、ロシア側は自らの担当範囲外が原因での打ち上げ失敗については「失敗」と解釈していないため、2号機の打ち上げが失敗するに至って、1段目の無償提供による3回目の打ち上げの可否について迷走することになった（3号機打ち上げまで参照）。
なお、契約により、羅老の1段目の運用と、それに伴う関連装備などは全てロシアから持ち込まれている。また、常駐しているロシア人技術者160人のうち2割が保安要員として1段目周辺を警備し、韓国人技術者を近づけないようにしており、1段目の写真撮影や中を覗こうとする韓国人技術者とたびたび摩擦をおこしている。また、韓国は1段目に一切関与できないため、一部のソフトウェアの修理に参加できず、1段目の送信データもロシアにより暗号化され内容がわからないようになっている。さらに、韓国は失敗時の1段目の調査ができないことになっており、また2段目も含む残骸の回収もロシア側の同意を得なければならないなど、韓国側に制約の多いものとなっている。そのため、韓国国内では契約締結当初から不平等との主張がなされており、2度目の失敗にいたってからは独自開発をすべきだとの意見も出た。
また、この契約までの交渉の間にロシアから第一段の技術移転が不可能なことが見込まれたため、KARIは苦労してウクライナから30トン級の液体燃料エンジンの設計図を入手し、2003年から2009年までに、燃焼試験設備の不備等の関係で飛行が可能な段階には至らないながらも、30トン級のエンジンを開発した。このエンジンを基に羅老の後継のヌリに使用する予定の75トン級のエンジンの開発が開始されている。

## 打ち上げ

### 1号機
韓国初の宇宙ロケット、羅老1号機の打ち上げについては何度か延期された末に2009年7月を予定していた。しかしその後ロシア側の都合により8月以降となり、8月11日の発射予定も延期、8月19日には残り7分56秒までカウントダウンされたが、トラブルにより中止された。最終的に打ち上げ延期は合計で7回にも及んだ。
こうした経緯を経つつも、8月25日韓国時間17時00分、1号機は南方の東シナ海に打ち上げられた。沖縄近海の上空を通過し、高度300km以上まで上昇したが、搭載した衛星（STSAT-2A）の楕円軌道への投入ができず、打ち上げは失敗した。翌日の韓国教育科学技術省の発表によればロケットは片方のフェアリングが外れなかったと考えられており、その結果衛星は軌道速度に達せず墜落、大気圏突入時に焼失したものと予想されている。その後の調査で、フェアリングの片方は打ち上げ後216秒で正常に分離したが、もう片方は264秒後に分離したため2段目の重心がずれ、目標軌道を外れたことがわかった。
この失敗に対し、韓ロ間では、責任の所在について調査が行われた。
韓国の金重賢（キム・ジュンヒョン）教育科学技術部第二次官は失敗責任の所在について「厳密に言うと、フェアリング分離の部分は韓国が担当している。しかしロシアは技術支援を総括的に引き受けたので共同責任を負う」と述べている。
なお、このとき、燃え尽きずに残った部品の一部がオーストラリアのダーウィン近郊に落下したが、人的被害は報告されていない。

### 2号機
1号機の失敗を受けて、共同開発したロシアと調査委員会を設け原因究明の上、2010年6月9日に再打ち上げが予定された。
2010年6月7日には、羅老宇宙センターに勤めているロシア人技術者が同月5日に釜山市内で自殺を図っていたことが発覚している。2号機の発射準備によるストレスで凶器で自分の腹を3回刺し、血を流して座り込んでいたところを警官に発見され、病院に搬送されて一命を取り留めていた。
羅老2号機は前回の姉妹機である科学技術衛星2号（STSAT-2B）を搭載することとなった。当初の打ち上げ日時は2010年6月9日8時00分の予定であったが、6月7日に行われた起立作業で電気信号の追加点検により、起立完了が5時間遅れの6月7日21時頃となったため、打ち上げ日時が2日後の6月9日17時00分に設定し直された。さらに、6月9日13時52分頃に消防設備が誤作動をおこし3ヶ所のノズルから消火剤が噴出したため、14時2分に発射運用が中止となり、打ち上げは再び延期された。
最終的に、他国の衛星などと干渉しない 6月10日17時01分にロケットの打ち上げが行われた。
当初、打ち上げは順調に推移していたが、しばらくして通信が途絶。後の調査で発射137秒後の高度70km付近で爆発を起こし墜落していたことが判明した。
この失敗についても韓ロ間では責任の所在を調査しているが双方の見解は一致していない。韓国政府は2段目に搭載されたカメラ映像から、ロシア担当である1段目の燃焼区間が爆発したものと分析している。一方で、ロシア側専門家は韓国製の2段目が、予定時間前に点火したことが爆発の原因とし、責任は韓国側にあるとしている。
なお、ロケットの残骸は東経128度、北緯30度付近の公海に落下したと推定されている。

### 3号機打ち上げまで
2号機の失敗を受け韓国側から、正確な原因が明らかになり次第3度目の打ち上げの準備に取り掛かると発表された。契約では、2回の羅老の打ち上げのうち一度でも失敗した場合、ロシア側がもう1回無償で羅老の1段目の完成品を製造し韓国側に無償提供し3回目の打ち上げをすることとなっているが、ロシア側は1号機の打ち上げ時に、自らが担当する1段目が正常であればそれ以外の部分が原因で失敗しても「成功」とみなしており、韓国側は2回目の発射を控える状況で両国の契約の「失敗」の解釈の相違を争点化させることはできず、3回目の打ち上げは決定されていなかった。しかし2号機が再度失敗するに至って、後がない韓国側は3度目の発射に向けてこれを争点化させた。
当初ロシア側は韓国側の「失敗の原因はロシア側にある。」という主張を認めておらず、その後の調査でも1段目が原因でないと断言していた。しかも、韓国側はロシア側に対して打ち上げを強要できないため、3号機の打ち上げが行われるか不透明な状況が続いた。そのため韓国側は、3号機の打ち上げをロシア側が拒否した場合、契約条項に則りクルニチェフ社との契約金2億1,000万ドルのうち、1,050万ドルを支払わないと決めた。仮に3号機の打ち上げが行われた場合でも、2度の打ち上げに失敗しているため、契約条項に則り契約金のうち2％分をロシアに支払わない可能性があるとしており、また3号機用の1段目に関する費用はロシア側が全て負担すべきだと主張した。
その後、2010年8月15日に、韓国の報道機関が、「2号機の失敗原因は分かっていないものの、『失敗』という判定は確定したため、第3次露韓共同調査委員会（FRB）において3号機の打ち上げが決まった。」、「打ち上げ時期は決まっていないが、2号機の失敗原因を探り改善された後に決めるため2011年に行うだろう。」などと報じた。これに対して、ロシアのクルニチェフ社は、「第3次FRBでは追加打ち上げの可能性について議論しなかった。」としており、KARIの趙光来（チョ・グァンレ）発射体研究本部長や韓国教育科学技術部の核心関係者は、「第3次FRBとは別の会議で、双方の設計・プログラム代表者が3回目の打ち上げについて話し合い、ロシア側が2回目打ち上げの失敗を認め、3回目打ち上げを進める可能性に同意した。」と、第3次FRBで追加打ち上げの議論が行われたとする一部報道を訂正して説明した。一方、クルニチェフ社は、文書の非公開を定めた契約の基本的な精神に則り議論の詳細についてはノーコメントの姿勢をとった。
このような状況の中、2010年9月20日に、韓国の複数の報道機関が「2号機の打ち上げ失敗は、ロシア製の8つある1・2段分離ボルトのうちの1つの欠陥が原因であると韓国航空宇宙研究院が発表。」、「ボルトの1つが誤爆したため、ロケットが損傷し爆発した。」などと報じた。この見解は既に大田での第3次FRBで韓国側がロシア側に示していたもので、ロシア側は「失敗の原因は2段目にある韓国製のフライト・ターミネーション・システム（FTS、自爆装置）の誤作動のため。」と反論、これに対し韓国側は9月の第3週に行われたモスクワでの実務協議で「2号機は問題発生後1秒後に爆発したが、FTSが原因ならばすぐに爆発するはずだ。」と反論したという。しかし、韓国の航空宇宙研究院と教育科学技術部は、このような失敗原因を断定する報道に対して「（ボルトの欠陥は）可能性の一つであり、失敗の原因は調査中である。」と訂正して説明した。韓国の企画財政部は20日、第10回ロシア・韓国経済科学技術共同委員会において、3号機の打ち上げについて協力を続けていくことで合意した。
そして、2010年10月21日に韓国航空宇宙研究院とロシアのクルニチェフ社との間で、3号機の打ち上げに向けた文書の公式署名がなされた。契約時に費用が反映されているため韓国側の新たな負担はなく、打ち上げは2011年末か2012年初めごろになるとされた。ところが、2011年1月24日から27日にかけてロシアで開かれた第4次FRBでも、2号機の失敗原因についての両国の主張が第3次FRBから変わらず合意に至らなかったため、打ち上げは2012年第2四半期以降に延期された。なお、3号機の1段目ロケットの製造費をロシア側が負担することが2011年2月7日までに決まっている。
2011年6月9日に、韓国の国防科学研究所と大学の韓国人専門家17人から成るKARIから独立したナロ号発射調査委員会が、2号機は自爆装置が不適切に作動して墜落したと言うロシア側の主張に同意する意見をKARIに伝え、KARIはこの主張に反発していたことが報道された。
これまでの4回にわたる露韓共同調査委員会（FRB）でも失敗原因についての合意に至らなかったため、同年7月27日から29日までにモスクワで、当事者以外が参加した第1次露韓共同調査団（FIG）を、10月18日から19日までソウルで第2次露韓共同調査団を開いて改めて原因究明を図ったが、またもや結論は得られず、失敗の原因となった可能性のある全ての箇所を改善して3号機打ち上げることになった。打ち上げ予定は2012年8月から9月になった。
そして、2011年12月14日から16日までに開かれた露韓の技術協議会議において、3号機についての打ち上げ予定月と技術的概要が決定された。打ち上げ予定は2012年10月に設定され、フェアリングはあらかじめ地上で分離試験を実施したものを使用し、分離システムを低電圧のものに換装する。分離試験時の火薬の爆破でフェアリングに損傷を起こす可能性があるという理由で、これまでは試験未実施のもの使用していた。また、火薬を削除し低電圧のシステムに換装することでフライト・ターミネーション・システム（FTS、自爆装置）の機能を無効化することにした。

### 3号機
2012年10月26日の15時30分に打ち上げ予定であったが、打ち上げ当日の午前中に、ロシア人技術者が、圧力によって第1段のバルブを調節する役目を持つヘリウムガスを第1段ロケットに注入していたところ、タンクの圧力が上がらないことが判明、発射装置と第1段の接続部位のシーリング（ゴムリング）からヘリウムガスが漏洩していることが判明した。漏洩の原因はゴムリングの破損であり、ロケットは組み立て棟に戻されて打ち上げは延期となった。当初はゴムリングそのものの欠陥が疑われていたが、調査の結果、接続部位（アダプタブロック）の発射装置側とロケット側の誤差がゴムリングの破損の原因であることが判明し、11月5日にこの事実が発表された。11月17日に新しいアダプタブロックがロシアから韓国に到着し、11月22日に韓国教育科学技術省は打ち上げ日を11月29日に再設定したことを発表した。
11月29日16時00分が再設定された発射予定時刻であったが、打ち上げ約16分前の点検中に、フランス製の第2段推力方向制御装置（TVC）の電流異常が検出され、打ち上げは再度延期された。2012年11月30日韓国航空宇宙研究院は「宇宙ロケット『羅老号』2段目の点検に時間がかかり、当初期限に定めていた12月5日までの打ち上げは難しい」と発表した。
2013年1月30日16時00分に打ち上げられ、衛星の軌道投入に成功した。

### 衛星打ち上げ実績
| 機体番号 （型式） | 打上げ日時 （韓国時間） | 打ち上げ場所     | 衛星     | 軌道 | 備考 |
| ----------------- | ----------------------- | ---------------- | -------- | ---- | --- |
| 羅老1号           | 2009年8月25日 17時00分  | 羅老宇宙センター | STSAT-2A | 失敗 | フェアリングの片方が分離しなかったため、所定の速度を得られずに軌道投入失敗。衛星は大気圏に再突入し燃え尽きたと見られる。 |
| 羅老2号           | 2010年6月10日 17時01分  | 羅老宇宙センター | STSAT-2B | 失敗 | 離陸137秒後、通信が途絶し、爆発、墜落する。                                                                              |
| 羅老3号           | 2013年1月30日 16時00分  | 羅老宇宙センター | STSAT-2C | 成功 | |

## 主要諸元

KSLV-1

| ＼             | 主要諸元                  | 主要諸元            |
| -------------- | ------------------------- | ------------------- |
| 全長           | 33 m                      | 33 m                |
| 直径           | 2.9 m                     | 2.9 m               |
| 全質量         | 140 t                     | 140 t               |
| ペイロード     | 100 kg / 300 km LEO       | 100 kg / 300 km LEO |
| 離陸推力       | 1,910 kN                  | 1,910 kN            |
| 段数           | 第1段                     | 第2段               |
| 使用エンジン   | RD-151 x 1 （アンガラUM） | KSR-1 x 1           |
| 各段質量燃料有 |                           | 1,000 kg            |
| 推進剤         | 液体酸素/ケロシン         | 固体燃料            |
| 推進剤質量     |                           | 900 kg              |
| 推力真空       | 1,856.6 kN（189.4 tf）    | 86.2 kN（8.8 tf）   |
| 比推力         | 340 s                     | 250 s               |
| 燃焼時間       | 300.1 s                   | 25 s                |
| 各段全長       |                           | 4.70 m              |
| 各段代表径     |                           | 0.42 m              |
| 引用元：       |                           |                     |

## 北朝鮮の銀河3号との関係
羅老による人工衛星の打上げを成功させることで、「イランに次ぐ10番目の人工衛星発射成功国になる」と主張していた韓国では、マスメディアが韓国の宇宙開発の「国際的地位」に対して「10大ロケット開発国」「10大宇宙クラブ」などと主張する報道を盛んに行っていた。しかし、2012年12月12日に北朝鮮が「銀河3号」により「光明星3号2号機」の軌道投入に成功して、羅老の打上げ失敗と延期で未だに成功していなかった韓国に先んじて衛星打上げ成功国になったことで、韓国国内では屈辱感が満ち溢れたと報道されている。ただし中央日報は「北朝鮮の打上げが国際社会の公憤をかっている以上『10大ロケット開発国』の地位が与えられないと予想される」等と報じた。この北朝鮮の成功に対する韓国社会の反応を、ソ連がアメリカに先んじて世界初の人工衛星スプートニク1号を打ち上げた際の反応にちなみ、「韓国版スプートニク・ショック」とする報道もある。この際、韓国のロケット技術は北朝鮮に5年から7年も遅れているとの報道もなされた。

## 後継機
後継機のヌリ初打ち上げ後の2021年10月、中央日報においてKARI元院長の趙光来（チョ・グァンレ）により、韓国のロケット開発秘史として、ロシアが羅老打ち上げ成功後にRD-151エンジンが搭載されたままの第1段地上検証用発射体（GTV）を韓国に残していったことが明かされた。韓国はこのRD-151をヌリの開発に活用しているが、以後もRD-151を基にして強力な二段燃焼サイクルエンジンを開発しヌリロケット高度化開発に活かすという。チョによると、機密であるはずのロケットエンジンがそのまま韓国に残された件について、ロシアが債務不履行に陥って経済的に厳しく社会が混乱していた時だったから起きえたと分析している。チョは、ロシア側は模型エンジンをわざわざ作るほうが面倒くさく費用も多くかかるので模型ではなく既成のエンジンをGTVにそのまま付けておいたのだろうと推測し、契約にGTVの韓国側への引き渡しが含まれていたことを理由にロシアへの持ち帰りを阻止したという。またこの件でロシアのクルニチェフ社の社長が解任されたという。なお、羅老の打ち上げが成功した2013年当時には、RD-151を取り除いた羅老1段がヌリの開発に利用される予定と報じられていた。